# Paul Mebus
Paul Mebus (Düsseldorf-Benrath, República de Weimar, 9 de junio de 1920-Colonia, Alemania, 11 de diciembre de 1993) fue un futbolista alemán que jugaba como centrocampista.

## Selección nacional
Fue internacional con la selección de Alemania Federal en 6 ocasiones. Fue campeón del mundo en 1954.

### Participaciones en Copas del Mundo
| Mundial                        | Sede  | Resultado | Partidos | Goles |
| ------------------------------ | ----- | --------- | -------- | ----- |
| Copa Mundial de Fútbol de 1954 | Suiza | Campeón   | 1        | 0     |

## Clubes
| Club    | País             | Año       |
| ------- | ---------------- | --------- |
| Benrath | Alemania Federal | 1945-1951 |
| Colonia | Alemania Federal | 1951-1956 |

## Palmarés

### Campeonatos regionales
| Título        | Club    | País             | Año  |
| ------------- | ------- | ---------------- | ---- |
| Oberliga West | Colonia | Alemania Federal | 1954 |

### Copas internacionales
| Título                 | Selección        | Sede  | Año  |
| ---------------------- | ---------------- | ----- | ---- |
| Copa Mundial de Fútbol | Alemania Federal | Suiza | 1954 |

## Condecoraciones
| Distinción      | Año  |
| --------------- | ---- |
| Laurel de Plata | 1954 |